# Saint-Sauveur-en-Puisaye
Saint-Sauveur-en-Puisaye település Franciaországban, Yonne megyében. Lakosainak száma 907 fő (2022. január 1.). Saint-Sauveur-en-Puisaye Mézilles, Moutiers-en-Puisaye, Fontaines, Ronchères és Saints-en-Puisaye községekkel határos.

## Népesség
A település népessége az elmúlt években az alábbi módon változott:
| Lakosok száma | 918  | 894  | 906  | 885  | 888  | 892  | 895  | 900  | 907  |
|               | 2013 | 2015 | 2016 | 2017 | 2018 | 2019 | 2020 | 2021 | 2022 |